# Legge contro il trattamento crudele del bestiame del 1822
La legge contro il trattamento crudele del bestiame del 1822 fu una legge del parlamento del Regno Unito con il titolo completo di Una legge per prevenire il crudele e improprio trattamento del bestiame, talvolta identificata con il nome di legge di Martin dal nome dell'attivista per i diritti degli animali e parlamentare irlandese Richard Martin: è stata una delle prime leggi sulla protezione degli animali.
Elencava buoi, mucche, giovenche, manzi, pecore o altri bestiami anche se non includeva i tori, cosa a cui pose riparo una successiva legge del 1835.. Quest'ultima fu a sua volta sostituita dalla legge contro la crudeltà verso gli animali del 1849.